# بونتيلونغو
بونتيلونغو (بالإيطالية: Pontelongo)‏ هي بلدية في مقاطعة باذوة في منطقة فنيتة الإيطالية، وتقع على بعد 30 كيلومترًا (19 ميلًا) جنوب غرب البندقية و 20 كيلومترًا (12 ميلًا) جنوب شرق باذوة.